# Toastbrot

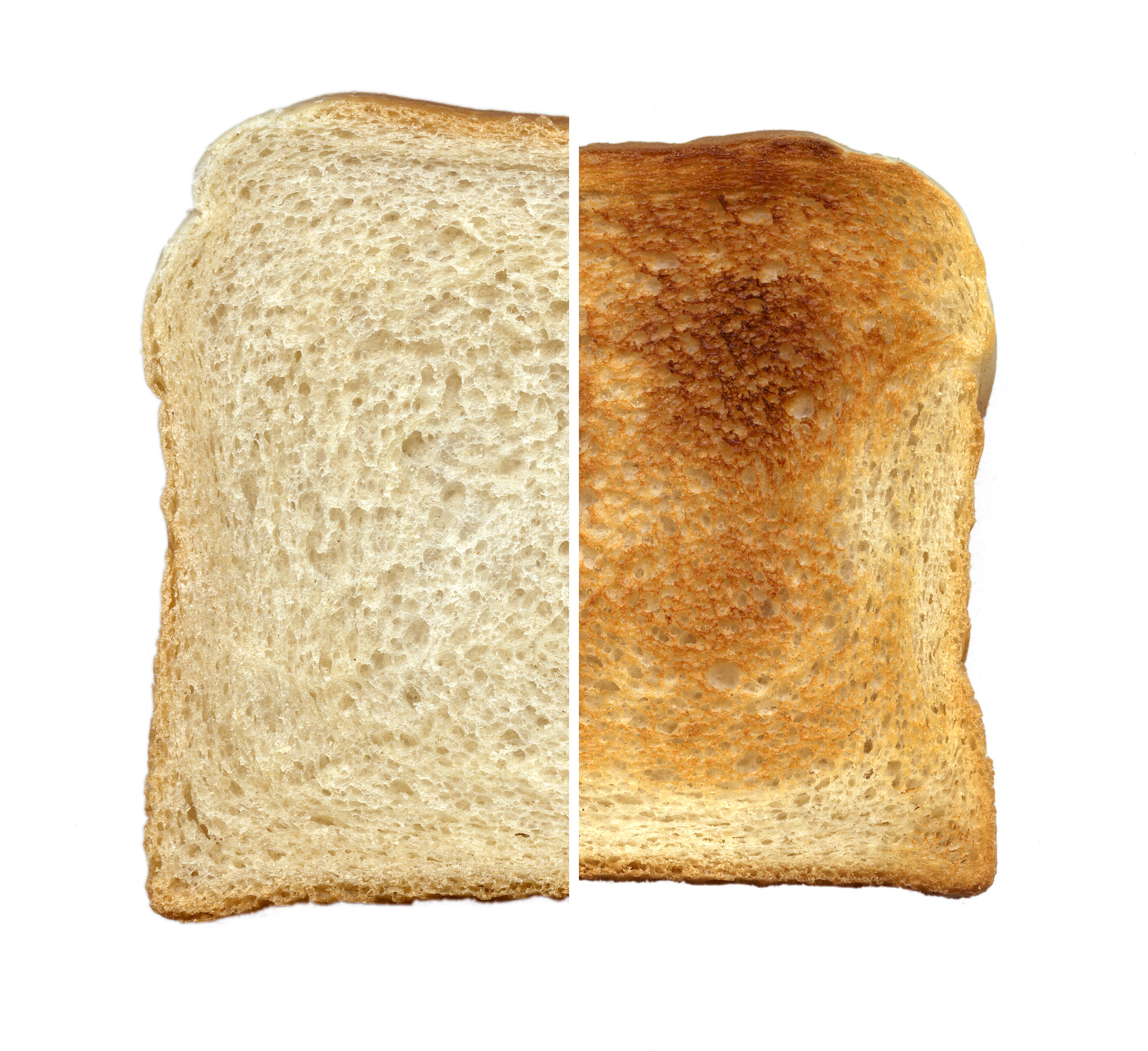
Toastbrotscheibe vor und nach dem Rösten

Das Toastbrot oder der Toast (von englisch toast ‚rösten‘; dieses aus dem lateinischen Partizip Perfekt Passiv tostus ‚gedörrt‘ von torrere ‚dörren‘) oder das Röstbrot ist ein feinporiges Kastenbrot mit dünner Kruste, das häufig vor dem Verzehr scheibenweise geröstet wird, heute üblicherweise mit einem Toaster. Nicht nur das klassisch gewordene Kastenweißbrot, sondern fast jedes Brot kann, früher als Bähschnitte bezeichnet, getoastet werden, entwickelt aber je nach Sorte ein unterschiedlich ausgeprägtes Röstaroma. Auch ungetoastet kann das feinporige Kastenbrot als Toastbrot oder Toast bezeichnet werden.

## Herstellung
Toastbrot besteht im Wesentlichen aus Weizenmehl, Wasser, Fett, Zucker oder ein anderes Süßungsmittel, Speisesalz und Triebmitteln wie Hefe oder Weizensauerteig, selten auch Milch oder Milchpulver. Hergestellt werden die Teige entweder mit Vorteigführung oder mit Weizensauerteig. Anstelle von Fett, Milch und Zucker kann auch ein vorgefertigtes Toastbrotbackmittel (ca. 10 %, bezogen auf die Mehlmenge) zugesetzt werden. Durch seinen vergleichsweise hohen Eiweißgehalt (Weizenkleber und Milcheiweiß) hat der Teig ein gutes Gashaltevermögen, wodurch das langsam gegarte Brot seine feine Porung erhält. Der hohe Eiweißgehalt, der Zucker und das Fett sind verantwortlich für das typische Röstaroma, das beim Toasten entsteht, siehe Maillard-Reaktion. Werden die Brote als Buttertoast bezeichnet, darf als Fett ausschließlich Butter verwendet werden.
Insbesondere werden hergestellt und bezeichnet:
- Toastbrot aus mindestens 90 Prozent Weizenmehl
- Weizenvollkorntoastbrot aus mindestens 90 Prozent Weizenvollkornerzeugnissen. Wird Säure zugesetzt, so stammt sie zu mindestens zwei Dritteln aus Sauerteig
- Weizenmischtoastbrot aus mehr als 50 Prozent, jedoch weniger als 90 Prozent Weizenmehl
- Roggenmischtoastbrot aus mehr als 50 Prozent, jedoch weniger als 90 Prozent Roggenmehl
- Vollkorntoastbrot aus mindestens 90 Prozent Weizen-/Roggenvollkornerzeugnissen in beliebigem Verhältnis zueinander. Wird Säure zugesetzt, so stammt sie zu mindestens zwei Dritteln aus Sauerteig.

Verkauft wird Toastbrot meist vorgeschnitten, wobei die Größe der Scheiben bei allen Herstellern etwa gleich ist, damit Toaster mit ähnlich großen Röstschlitzen produziert und verwendet werden können. In den letzten Jahren sind aber auch Formate auf den Markt gekommen, die etwas größer sind. Die klassischen Scheiben deutschen Toastbrots sind ca. 9,0 cm × 9,5 cm × 1,3 cm groß und wiegen ca. 25 g. Die größeren Scheiben, oft als american oder sandwich toast bezeichnet, sind etwa 11,0 cm × 11,0 cm × 1,2 cm groß und wiegen ca. 37,5 g. In einer handelsüblichen Packung befinden sich in der Regel 20 Scheiben.

## Großbritannien
In Großbritannien ist der Begriff toast schon für das Mittelalter als Bezeichnung für geröstetes Brot belegt. Das Brot wurde mit Stöcken am offenen Feuer geröstet und dann als Beilage zu einer Mahlzeit gegessen oder in Suppe getunkt. Es gab jedoch schon im Mittelalter spezielle Toast-Aufstriche, zum Beispiel Pokerounce aus Honig, Ingwer und Zimt. Toste rialle bestand aus einer Paste aus Zucker und Reismehl, süßem Wein, Rosinen, Nüssen und Gewürzen. Im 17. Jahrhundert war Toast mit einer Paste aus Zimt, Zucker und Wein besonders beliebt. Seit dem 16. Jahrhundert wurde das geröstete Brot auch mit Fleisch belegt, das nach dem Geschmack dieser Zeit mit Zucker, Zimt und Ingwer süß gewürzt wurde. Auch Haschee wurde als Auflage verwendet. Ende des 17. Jahrhunderts wurde es üblich, Toastbrot mit Butter zu bestreichen und warm zum Frühstück zu essen und später auch zum Nachmittagstee.
Im 19. Jahrhundert wurde belegter Toast in England zu einer Vorspeise, auch beliebt als Appetithäppchen, die sich gut zur Resteverwertung in der gehobenen Küche eigneten. Eine eher ungewöhnliche Verwendung fand das geröstete Brot im 18. Jahrhundert als Basis für die Herstellung von Ersatzkaffee. Hierfür wurde verkohltes Toastbrot in heißem Wasser eingeweicht. Der Geschmack hatte jedoch laut Alan Davidson nichts mit Kaffee zu tun.
Eine eigene Bezeichnung für Brot, das sich zum Rösten eignet, (wie das im Deutschen übliche Toastbrot) gibt es im Englischen nicht. Die Bezeichnung toast beschreibt auf Englisch ausschließlich das bereits geröstete Brot; vor dem Rösten wird es schlicht bread genannt.

## Deutschland

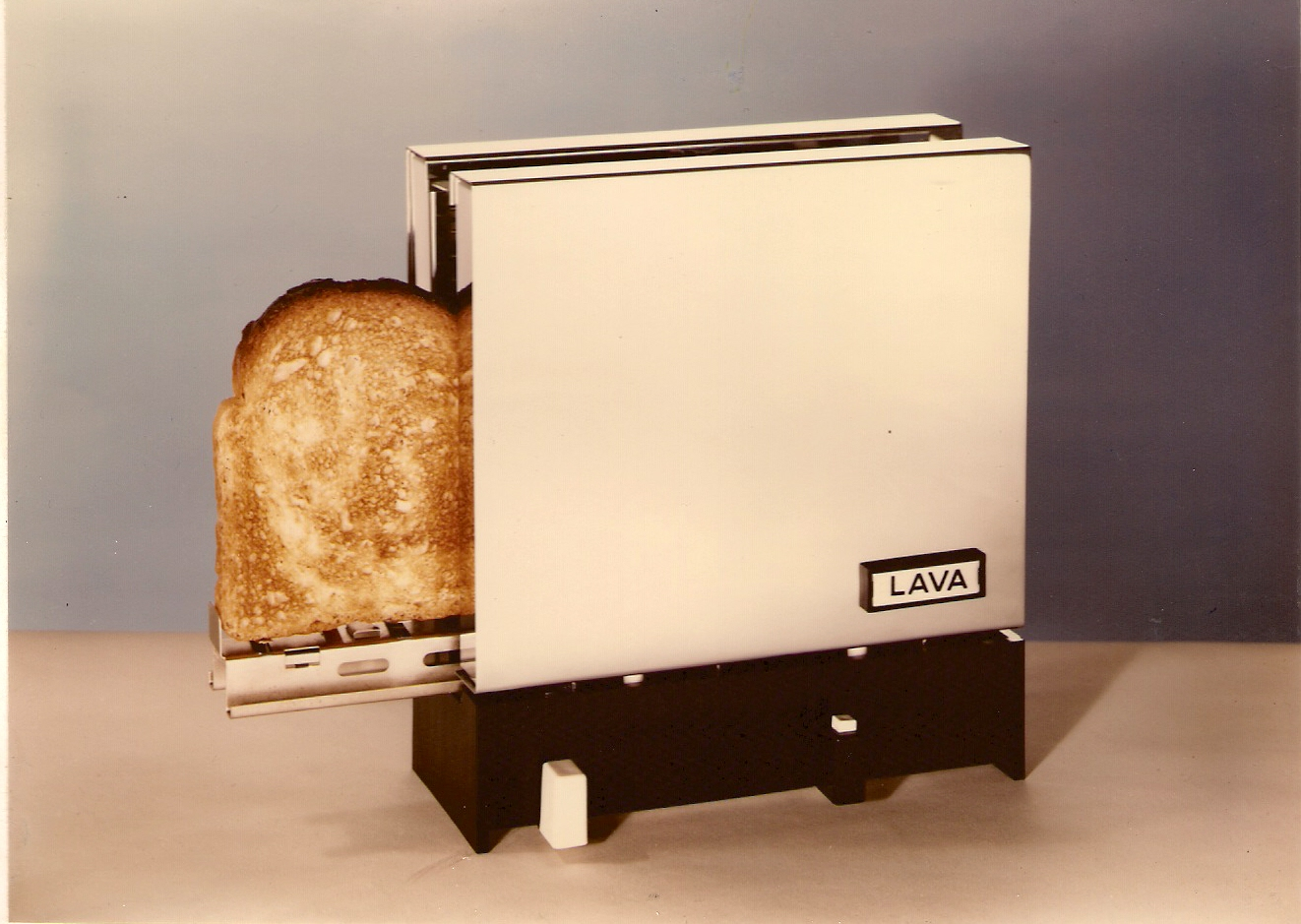
Lava T01: Toaster von Eberhard Päßler (1968)

Im deutschsprachigen Raum ist die Bähschnitte (von bähen: leicht rösten) bereits im Mittelalter bekannt. Toaster gab es zwar bereits seit etwa 1910, „Brotröster“ genannt, sie wurden aber für das übliche Graubrot verwendet.

### Bundesrepublik bis 1990 sowie vereinigtes Deutschland seit 1990
In der Bundesrepublik gab und gibt es das typische helle Toastbrot erst seit den 1950er Jahren.  „Mit Hilfe einer Vermarktungsorganisation amerikanischer Weizenproduzenten und deutscher Toastgerätehersteller wurde Toast als gehobene und ‚praktische‘ Brotmahlzeit nach dem Zweiten Weltkrieg in Deutschland mit einem hohen Werbeaufwand populär gemacht.“ 1963 wurde von Bäckereien eine Arbeitsgemeinschaft zur Förderung des Toastbrotverzehrs gegründet, die die Marke Golden Toast auf den Markt brachte. Seit den 1980er Jahren gibt es in der Bundesrepublik auch dunkleren Vollkorntoast. Zur Popularität des Toasts als Imbiss trug wesentlich die Erfindung des Toast Hawaii durch den Fernsehkoch Clemens Wilmenrod Mitte der 1950er Jahre bei.

### DDR 1945 – 1990
Eine vergleichbare Entwicklung gab es in der DDR nicht. Erste Toastgeräte kamen Mitte/Ende der 1960er-Jahre in den Handel. Als besonders innovativ erwies sich der Ingenieur Eberhard Päßler, sein Toaster LAVA T01, entwickelt 1968; 1971 Jahresproduktion 80.000 Stück, wurde bis 1987 produziert. Aufgrund seines modernen Designs gehört der LAVA T01 zur Sammlung der Pinakothek der Moderne in München und der des Deutschen Historischen Museums. Gleichwohl gab es ein eigenes Toastbrot in dieser Form nicht, verwendet wurde normales Kastenweißbrot, was ohnehin in der DDR kleinporig hergestellt wurde.